# Kazuyuki Kyōya
Kazuyuki Kyōya (京谷 和幸?, Kyōya Kazuyuki; Muroran, 13 agosto 1971) è un ex calciatore e cestista giapponese.

## Carriera

### Calcio
Dopo aver militato nella Muroran Otani High School, nel 1990 approdò in Japan Soccer League al Furukawa Electric (rinominatosi in JEF United Ichihara in seguito all'acquisizione dello status di squadra professionistica), scendendo in campo complessivamente 11 volte. Nel 28 novembre del 1993, a causa di un incidente automobilistico, Kyoya subì la rottura della spina dorsale, che da allora gli paralizza le gambe, costringendolo su una sedia a rotelle.

### Pallacanestro in carrozzina
Kyoya ha disputato anche il torneo paralimpico 2000, torneo paralimpico 2004, torneo paralimpico 2008 e torneo paralimpico 2012.